# Theater Wismar
Das Theater der Hansestadt Wismar befindet sich auf dem Gelände der „Hochschule Wismar - University of Applied Sciences Technology, Business and Design“ westlich der historischen Altstadt an der Phillip-Müller-Straße.

## Geschichte

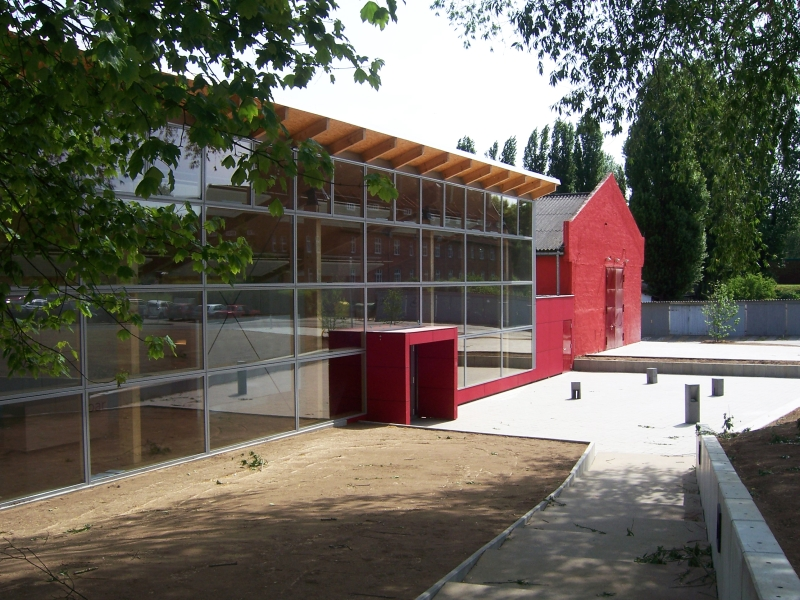
Das neue Foyer

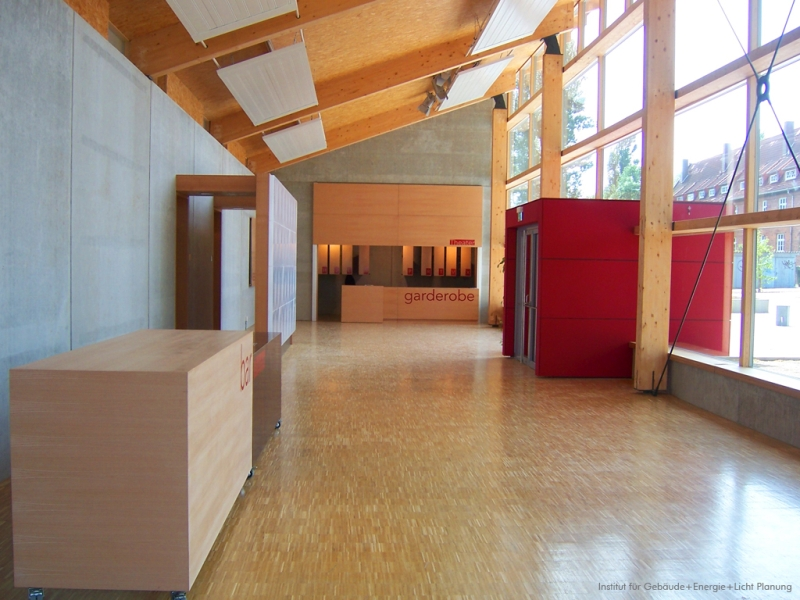
Das Foyer, Innenansicht

Am 2. Oktober 1842 entstand in der Mecklenburger Straße nach dem Entwurf des Wismarer Baumeisters Heinrich Thormann das ursprüngliche Theaterhaus. Mit dem Drama Der Sohn der Wildnis von Friedrich Halm wurde es eröffnet. Im Jahr 1860 bekam der Direktor des Rostocker Stadttheaters Albert Ellmenreich die Konzession für 40 Vorstellungen. Danach folgte ein Wechsel der Direktoren des Theaters in rascher Folge.
Knapp-Girard trat unter ihnen besonders hervor. Er leitete das Theater von 1880 bis 1901. Auf ihn folgten der Theaterleiter Hans Polte und die Künstler Hans Albers und Barsch, durch welche das Theater einen Aufschwung erlebte. Von 1918 bis 1925 übernahm Nowakowski die Leitung des Theaters, der das Mecklenburgische Landestheater durch einen Vertrag für 50 Vorstellungen im Jahr verpflichtete.
Eine Blütezeit erlebte das Theater nach dem Zweiten Weltkrieg. Als erster Intendant nach 1945 baute Peter-Christian Will ein eigenes Ensemble auf und erfüllte das Alte Theater mit neuem Leben. In der Nacht zum 9. Januar 1948 brannte das Theater wegen einer defekten Lichtleitung bis auf die Grundmauern nieder. Das war bis zum Beginn des Neubaus am 10. Februar 1948 das vorläufige Ende des Theaters. Der Neubau wurde erst durch staatliche Mittel und eine hohe Spenderresonanz möglich gemacht. Aus einer alten Infanteriekaserne entstand am Rand der Stadt das neue Theater, so wie es heute noch vorzufinden ist. Der Entwurf stammte von Leo Einzig.
In den Jahren 1950 bis 1952 leitete Intendant Hanns Anselm Perten das Theater. Er war nicht nur ein großer Förderer der Dramatik, sondern auch einer der Initiatoren der damaligen Rügenfestspiele. Als Nationalpreisträger führte er Regie bei der Ballade Klaus Störtebeker von Nationalpreisträger Kurt Barthel. An den Besucherzahlen lässt sich die Liebe der Wismarer zum Theater ablesen. Allein in den Jahren 1954 bis 1955 besuchten ca. 200.000 Menschen das Theater. 1954 und 1955 wurde unter dem Intendanten Heinz Bornmann ein Festprogramm für die 725-Jahr-Feier erstellt.
Sieben Jahre später begann die erste Auflösung des Wismarer Theaters. 1963 endete die letzte Spielzeit des Mehrsparten-Ensembles. Es brach die Schweriner Zeit an. Das Theater wurde vom Staatstheater Schwerin, unter Leitung von Professor Hellberg als zweites Haus übernommen. In der folgenden Sommerpause wurden die Lichtanlagen modernisiert, um eine weitere Tragödie zu verhindern. Die alten Holzklappstühle wurden durch gepolsterte Sitze ersetzt.
Neben den Abstechern aus Schwerin und anderweitig eingekauften Produktionen (Gastspielbetrieb) wurde das Theater als „Theater Wismar“ von der Niederdeutschen Bühne und den Danzlüd ut Wismer
genutzt.
Mit Unterstützung der Abteilung Puppenspielkunst der Berliner Hochschule für Schauspielkunst Ernst Busch wurde zum Ende der 80er Jahre neben dem Gastspielbetrieb ein Figurentheaterensemble, das „Kammer- und Puppentheater Wismar“ etabliert. Seinen größten Erfolg feierte dieses Ensemble mit seiner international ausgezeichneten Inszenierung Ganz weit woanders
nach der Erzählung „Das Lächeln am Fuße der Leiter“ von Henry Miller in der Regie seines Direktors Hans W. Scheibner. 
1991 fand im Theater das 1. CIOFF - Folklore Festival statt, welches seither zum regelmäßigen Kulturkanon der Stadt gehört. 
Unter Direktor Reinhard Hellmann, der nach vierjähriger Leitung zum Ende der Spielzeit 1995/96 das „Kammer- und Puppentheater“ verließ, um die Intendanz des Volkstheaters Bautzen zu übernehmen, begann das Ensemble neben dem Figurentheater wieder Schauspiele zu zeigen. 
Seit 1996 findet im Sommer alle zwei Jahre in der Wismarer Altstadt unter der Ägide des Theaters das Open-Air-Theaterspektakel boulevART statt.
Ulf Manhenke vereinigte 1997 unter seiner Leitung das Ensemble wieder mit dem Gastspielbetrieb. Seitdem trägt das Theater seinen heutigen Namen. Es erlebte eine neuerliche, wenn auch verglichen mit den 50er Jahren, bescheidenere Blüte. Erstmals spielten das Ensemble mit Spielleiter Karl Huck, die Niederdeutsche Bühne mit Lisa Kuß und die Danzlüd ut Wismer gemeinsam auf der Großen Bühne. Das Theater gastierte in Kooperation mit der Seebühne Hiddensee u. a. in Dänemark und Norwegen. 1998 feierte es mit einem Festprogramm sein 50-jährige Jubiläum und eröffnete mit „Warten auf Wissen“ nach Class Enemy von Nigel Williams (Regie: Stephan Brunner) die „Junge Theaterfabrik“ für Nachwuchstalente aus der Region. 
Letzte Intendantin des "Theaters der Hansestadt Wismar" war Astrid Griesbach. Zum 1. September 2003 beschloss die Stadt die erneute Auflösung des Ensembles und ihr Theater zukünftig wieder nur noch als professionelles Gastspielhaus zu betreiben. Das Theaterspielen wird seither neben der Niederdeutschen Bühne vom Theater- und Bühnenverein Wismar e. V. organisiert. Seine Eröffnungsinszenierung des Theatersommers St. Georgen Wismar 2014 war der Jedermann von Hugo von Hofmannsthal in der Regie von Holger Malich. 2016/17 gründete sich zudem eine semiprofessionelle Theatertruppe Die Spielleute. Als erste Inszenierung kam das Weihnachtsmärchen Der gestiefelte Kater in der Regie von Katharina Waldmann gen. Seidel auf die Bühne des Theaters.
Im Zuge der Konzepte Hochschule Wismar 2020 wird das Theater der Hansestadt Wismar seit dem Jahr 2007 zum ersten Passivhaustheater Deutschlands umgebaut. Die Energiekosten für den Betrieb sollen auf ein Viertel reduziert werden. Geplant und ausgeführt wird das Bauvorhaben durch das Institut für Gebäude+Energie+Licht Planung Wismar. Im April 2008 wurde das neue Foyer des Theaters eingeweiht. Die Kosten für die notwendige Sanierung des Gastspielhauses verdoppelten sich 2014 auf 5,44 Millionen Euro.

## Niederdeutsche Bühne
Zu Beginn des 20. Jahrhunderts gab es in Wismar ausschließlich plattdeutsche Vereine. Nachdem Mitglieder des Plattdeutschen Vereins im Jahre 1925 auf einem Volksfest in Wismar das Stück De beiden Babendieks aufgeführt hatten, kam der Vorschlag, in Wismar eine Volksbühne zu eröffnen.
Am 7. September 1925 war die erste Gründerversammlung. Max Breuel wurde zum ersten „Steuermann“ erklärt. Er wählte als erstes Stück De Verschriewung von Heinrich Behnken. Von 1927 bis 1930 übernahm Willi Dethloff die Leitung und unter ihm erfuhr die Niederdeutsche Bühne großes Ansehen.